# مریم بیگم (زند)
مریم بیگم دختر جعفرخان زند و خواهر لطفعلی‌خان زند بود.

## زندگی‌نامه
پس از فتح شیراز توسط آقامحمدخان قاجار در سال ۱۲۰۷ قمری، باباخان برادرزاده او که بعداً با نام فتحعلی‌شاه به تخت نشست، با مریم بیگم ازدواج کرد. اما تنها چند سال بعد به واسطه تهمتی که به مریم بیگم زده شد، او را طلاق داد.
مریم بیگم سپس با چراغعلی خان نوایی ازدواج کرد. او پس از به سلطنت رسیدن فتحعلی‌شاه همچنان با دربار قاجار ارتباط داشت و در سال‌های آتی قائم‌مقام دربار زنانه تاج‌الدوله همسر محبوب فتحعلی‌شاه بود.
او سرانجام در سنی قریب به یکصدسالگی درگذشت.